# Tambana
Tambana é um gênero de traça pertencente à família Arctiidae.